# چارک دیواری

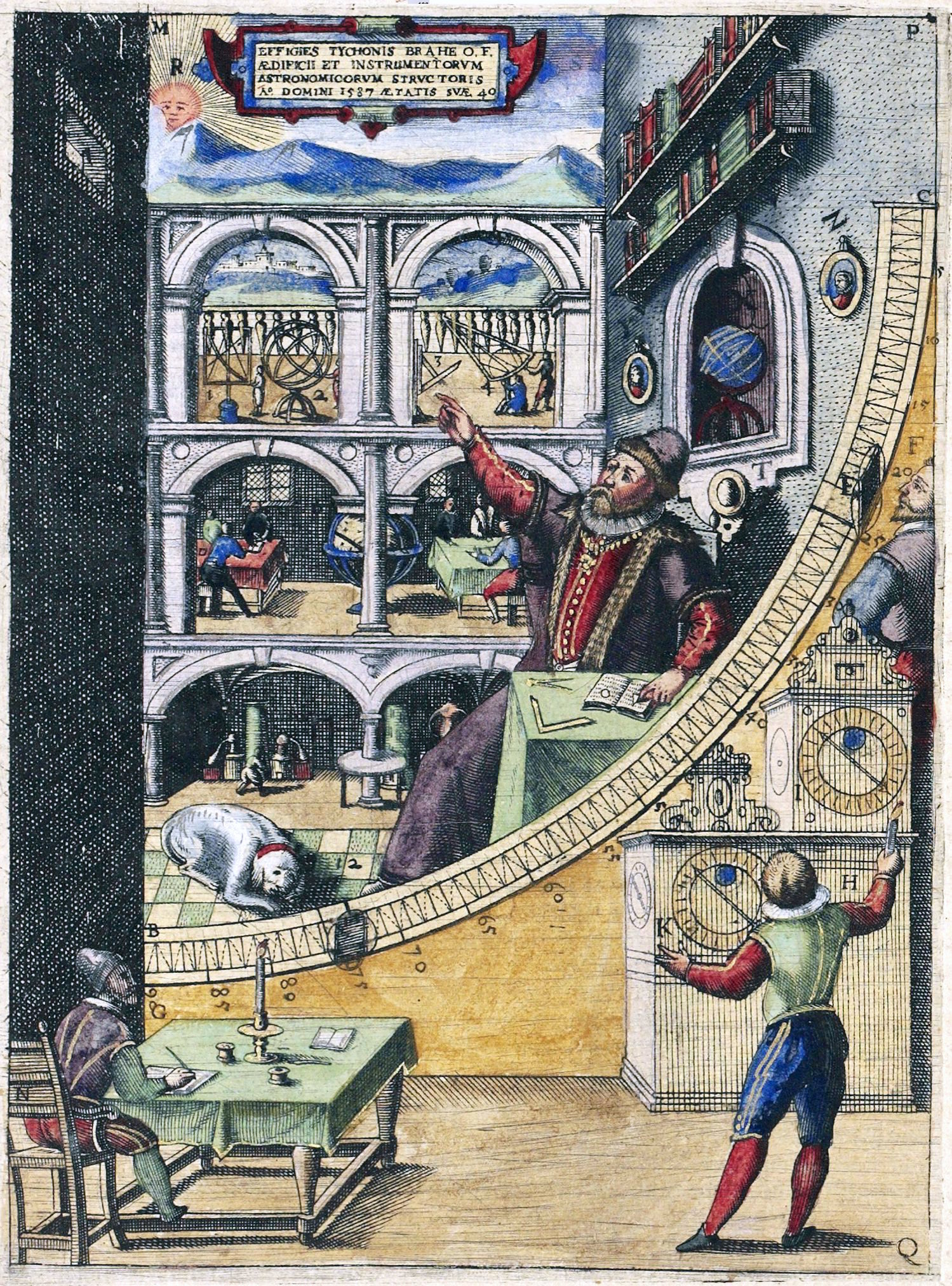
چارک دیواری تیکو براهه

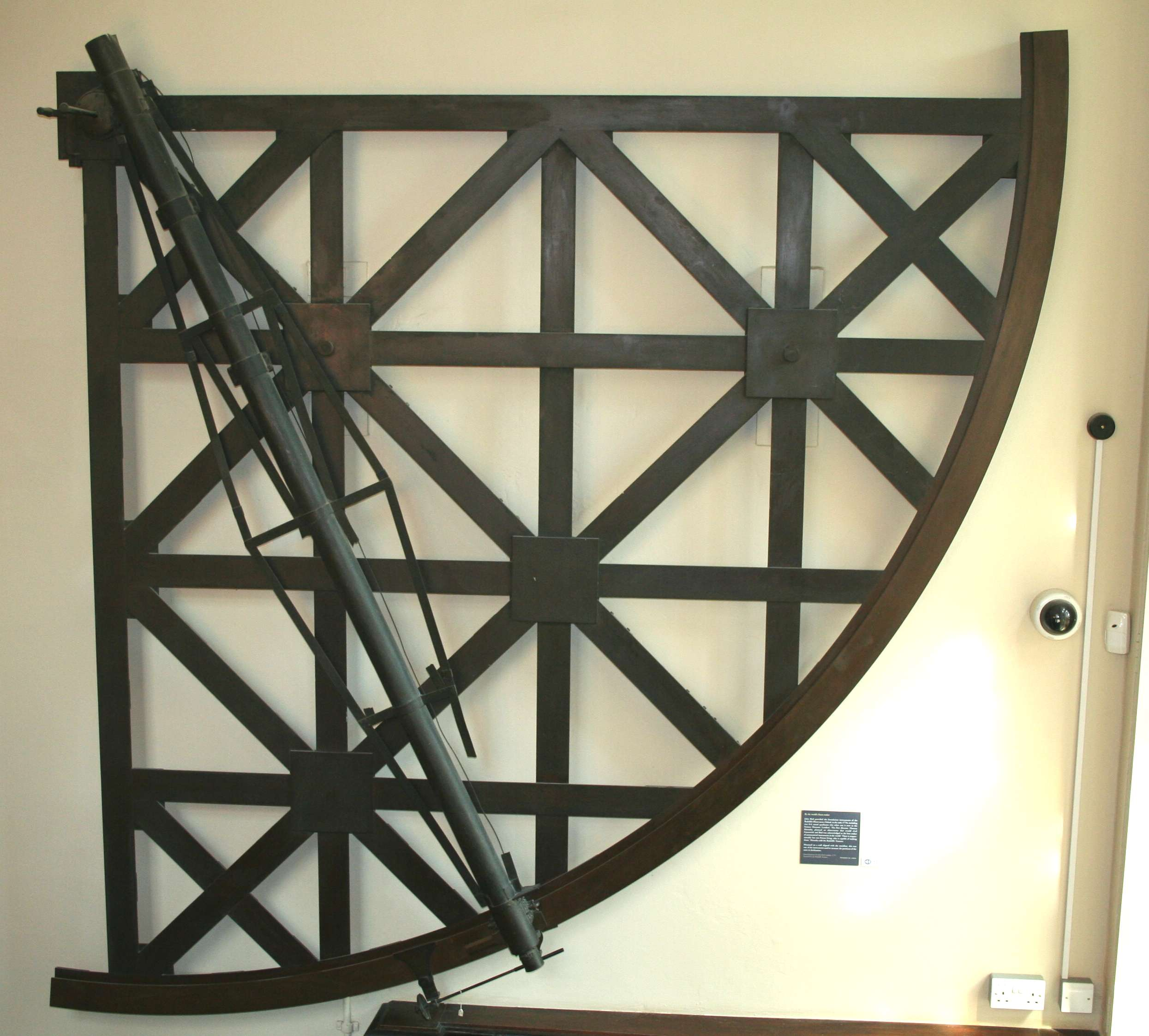
چارک دیواری که به صورت قاب ساخته شده روی دیوار نصب شده شده‌است. این سازه توسط جان برد در سال ۱۷۷۳ ساخته شد و در موزه تاریخ علوم آکسفورد قرار دارد. Science, Oxford

چارک دیواری (انگلیسی: Mural instrument) یک ابزار اندازه‌گیری زاویه است که بر روی دیوار نصب شده یا در داخل آن تعبیه شده‌است. برای اهداف نجومی، جهت‌گیری این دیوارها به گونه‌ای است که دقیقاً روی نصف النهار قرار دارد. ابزار چارک که زاویه‌های بین ۰ تا ۹۰ درجه را اندازه‌گیری می‌کرد مبنای ساختاری چارک دیواری بوده‌است. آنها به عنوان دستگاه‌های نجومی در مصر باستان و یونان باستان مورد استفاده قرار می‌گرفتند. ادموند هالی، به دلیل نداشتن دستیار و تنها یک سیم عمودی در گذر خود، خود را به استفاده از یک چارک دیواری که جورج گراهام پس از نصب آن در سال ۱۷۲۵ در رصدخانه سلطنتی گرینویچ ساخته بود، محدود کرد. نخستین مشاهدهٔ بردلی با آن چارک در ۱۵ ژوئن ۱۷۴۲ انجام شد.
چارک دیواری «ابزار اساسی» رصدخانه‌های قرن هجدهم (یعنی دههٔ ۱۷۰۰) نامیده می‌شود. در این زمان در زمینه نجوم موقعیتی به شهرت رسید. چارک دیواری «ابزار اساسی» رصدخانه‌های قرن هجدهم (یعنی دهه ۱۷۰۰) نامیده می‌شود.